# Omegophora
Genre
Omegophora est un genre de poissons de la famille des Tetraodontidae (les « poissons-ballons »).

## Liste des espèces
Selon World Register of Marine Species (9 novembre 2015), FishBase (9 novembre 2015) et ITIS (9 novembre 2015) :
- Omegophora armilla (Waite & McCulloch, 1915) -- Australie méridionale
- Omegophora cyanopunctata Hardy & Hutchins, 1981 -- Australie méridionale et occidentale

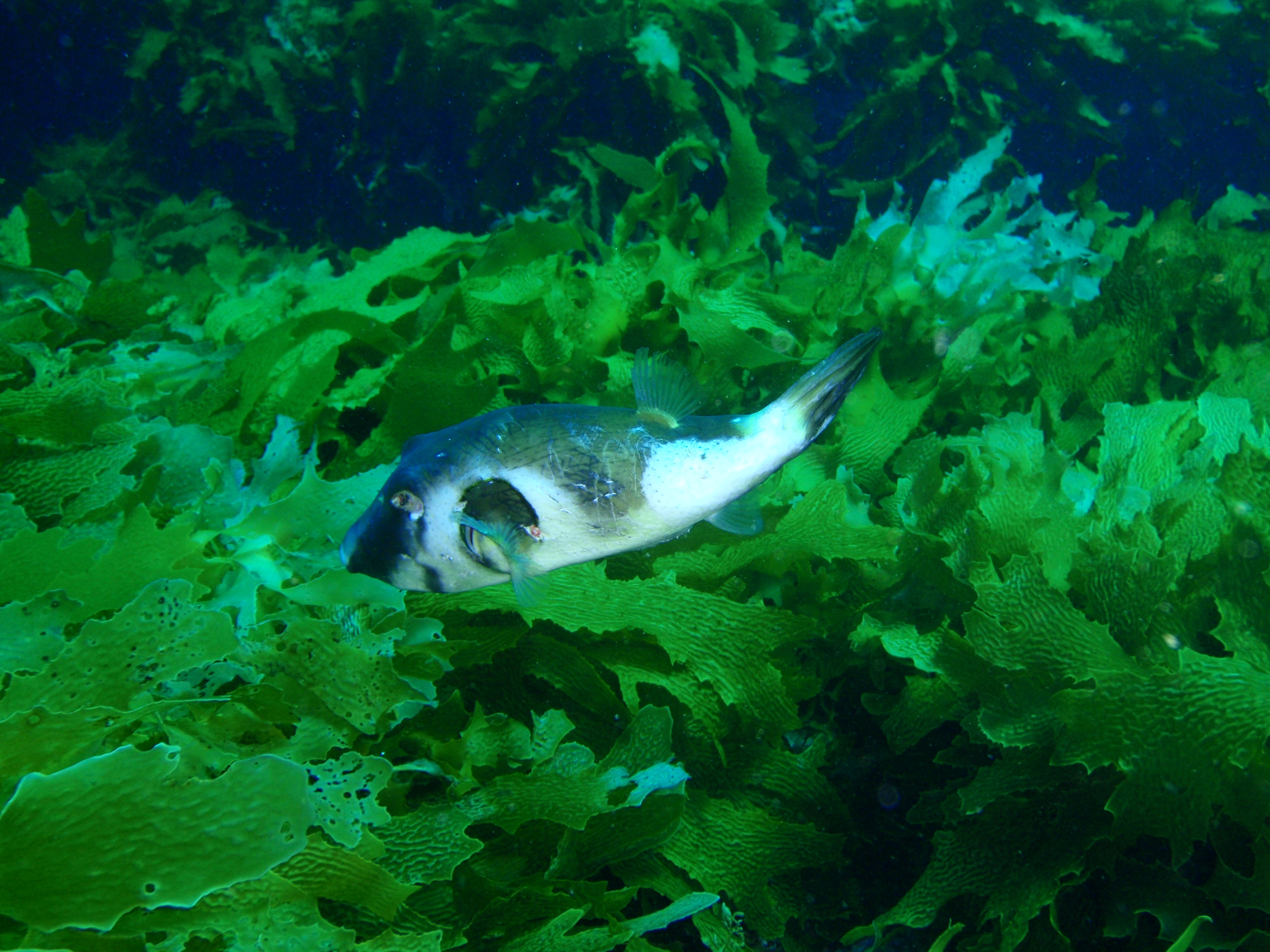
Omegophora armilla
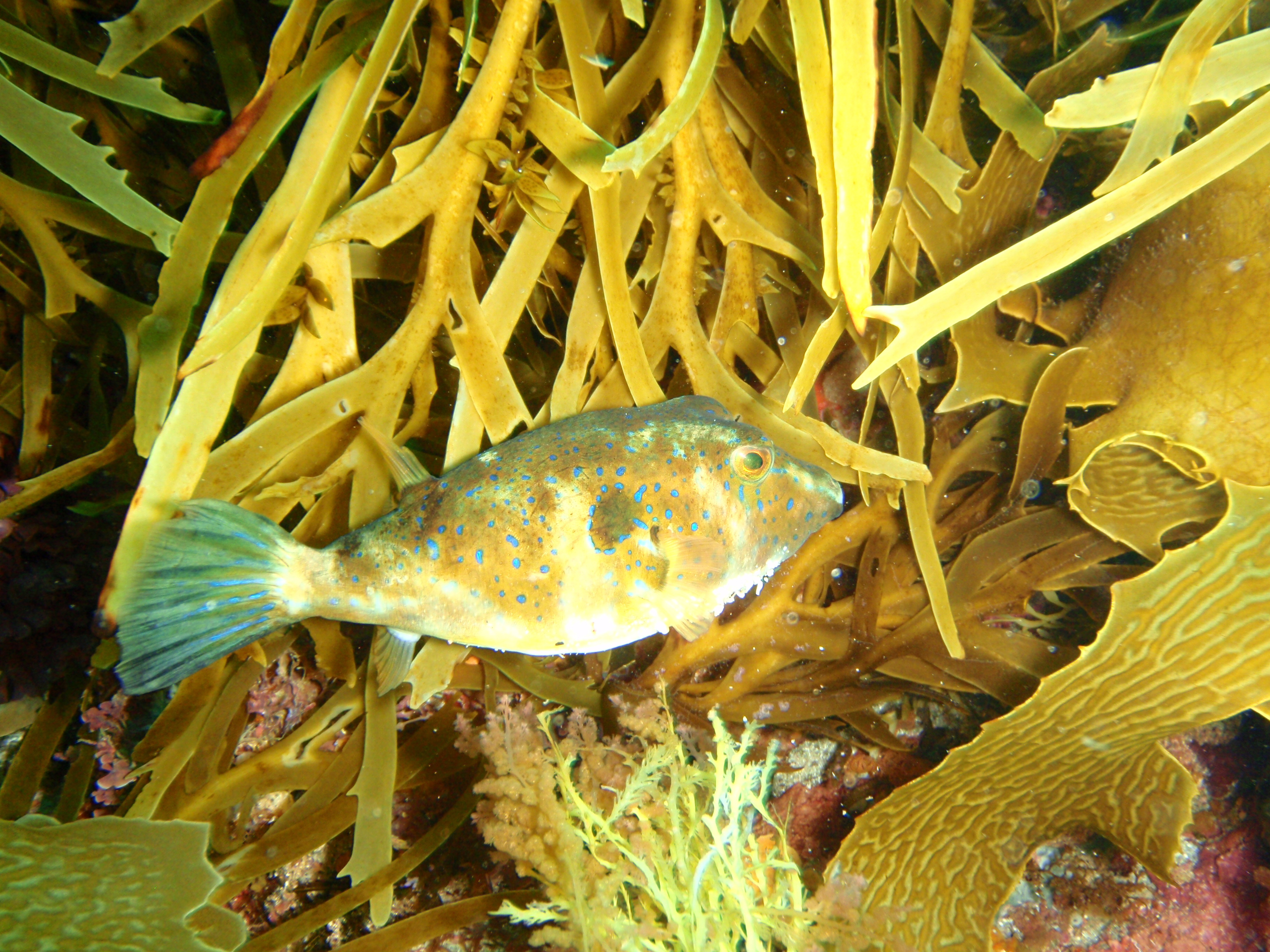
Omegophora cyanopunctata